# Elena Fidatov
Elena Fidatov (n. 24 iulie 1960, Tulcea, Tulcea, România) este o fostă alergătoare română.

## Carieră
A început să practice atletismul încă la vârsta de 13 ani. A fost multiplă campioană națională în probele de 1500 m, 3000 m, 5000 m, semimaraton și cros. La Campionatul Mondial de Cros din 1985 a câștigat medalia de bronz cu echipa României (Fița Lovin, Paula Ilie, Mariana Chirilă). În 1990 a obținut locul 5 la Campionatul European de la Split la 1500 m. La Jocurile Olimpice din 1992 de la Barcelona a ajuns pe locul 11. În 1994 a câștigat medalia de aur la Campionatul Mondial de Semimaraton împreună cu Iulia Negură și Anuța Cătună. În același an a obținut medalia de bronz la Campionatul European de Cros de la Alnwick și cu echipa României (Mariana Chirilă, Margareta Keszeg) a câștigat medalia de aur.
În anul 1995 Elena Fidatov a obținut medalia de bronz la Campionatul Mondial de Cros împreună cu Gabriela Szabo, Tudorița Chidu și Iulia Negură. La Campionatul Mondial de la Göteborg s-a clasat pe locul la 5000 m. Tot în acel an ea a câștigat medalia de aur la Campionatul Mondial de Semimaraton cu echipa României (Cristina Pomacu, Anuța Cătună) și la Campionatul European de Cros a obținut medalia de argint împreună cu Stela Olteanu și Iulia Negură. Anul următor, echipa României (Gabriela Szabo, Iulia Negură, Elena Fidatov, Mariana Chirilă) a câștigat medalia de bronz la Campionatul Mondial de Cros, iar la Jocurile Olimpice de la Atlanta Elena Fidatov a ocupat local 7 la 5000 m.
La Campionatul European de Cros din 1997 a cucerit două medalii de aur, la individual și pe echipe (Mariana Chirilă, Stela Olteanu). În 1998 ea a fost suspendată 2 ani pentru dopaj. Apoi a obținut medalia de bronz la Campionatul Mondial de Cros din 2001 alături de Iulia Olteanu, Cristina Grosu și  Mihaela Botezan.
După retragerea sa, Elena Fidatov a devenit antrenor.  În perioada 2009-2010 a îndeplinit funcția de director coordonator, iar din 2010 pe cea de director executiv adjunct, în cadrul Direcției Județene pentru Sport și Tineret Tulcea. Maestră a Sportului în 1984 și Maestră Emerită a Sportului. În 2004 a fost decorată cu Medalia „Meritul Sportiv” clasa I. În anul 2019 ea a primit titlul de cetățean de onoare al municipiului Tulcea.

## Realizări
| An   | Competiție                         | Locație                        | Loc | Eveniment  | Note     |
| ---- | ---------------------------------- | ------------------------------ | --- | ---------- | -------- |
| 1984 | Campionatul Mondial de Cros        | East Rutherford, Statele Unite | 40  | 5 km       | 16:53    |
| 1984 | Campionatul Mondial de Cros        | East Rutherford, Statele Unite | 6   | echipe     | 16:53    |
| 1985 | Campionatul Mondial de Cros        | Lisabona, Portugalia           | 10  | 4,99 km    | 15:47    |
| 1985 | Campionatul Mondial de Cros        | Lisabona, Portugalia           | 3   | echipe     | 15:47    |
| 1986 | Campionatul Mondial de Cros        | Neuchâtel, Elveția             | 9   | 4,65 km    | 15:25,3  |
| 1986 | Campionatul Mondial de Cros        | Neuchâtel, Elveția             | 8   | echipe     | 15:25,3  |
| 1990 | Campionatul Mondial de Cros        | Aix-les-Bains, Franța          | 60  | 6 km       | 20:33    |
| 1990 | Campionatul Mondial de Cros        | Aix-les-Bains, Franța          | 4   | echipe     | 20:33    |
| 1990 | Campionatul European               | Split, Iugoslavia              | 5   | 1500 m     | 4:10,87  |
| 1991 | Campionatul Mondial de Cros        | Anvers, Belgia                 | 44  | 6,425 km   | 21:40    |
| 1991 | Campionatul Mondial de Cros        | Anvers, Belgia                 | 7   | echipe     | 21:40    |
| 1991 | Campionatul Mondial                | Tokyo, Japonia                 | 14  | 1500 m     | 4:10,15  |
| 1992 | Campionatul Mondial de Cros        | Boston, Statele Unite          | 25  | 6,37 km    | 22:05    |
| 1992 | Campionatul Mondial de Cros        | Boston, Statele Unite          | 6   | echipe     | 22:05    |
| 1992 | Campionatul Mondial de Ekiden      | Funchal, Portugalia            | 4   | ekiden     | 2:25:26  |
| 1992 | Jocurile Olimpice                  | Barcelona, Spania              | 11  | 1500 m     | 4:06,44  |
| 1993 | Campionatul Mondial de Cros        | Amorebieta-Etxano, Spania      | 26  | 6,35 km    | 22:05    |
| 1993 | Campionatul Mondial de Cros        | Amorebieta-Etxano, Spania      | 9   | echipe     | 22:05    |
| 1993 | Campionatul Mondial                | Stuttgart, Germania            | 22  | 1500 m     | 4:14,34  |
| 1993 | Campionatul Mondial                | Stuttgart, Germania            | 720 | 3000 m     | 8:58,89  |
| 1994 | Campionatul Mondial de Semimaraton | Oslo, Norvegia                 | 5   | individual | 1:10:13  |
| 1994 | Campionatul Mondial de Semimaraton | Oslo, Norvegia                 | 1   | echipe     | 1:10:13  |
| 1994 | Campionatul European de Cros       | Alnwick, Marea Britanie        | 3   | 4,5 km     | 14:36    |
| 1994 | Campionatul European de Cros       | Alnwick, Marea Britanie        | 1   | echipe     | 14:36    |
| 1995 | Campionatul Mondial de Cros        | Durham, Marea Britanie         | 23  | 6,47 km    | 21:20    |
| 1995 | Campionatul Mondial de Cros        | Durham, Marea Britanie         | 3   | echipe     | 21:20    |
| 1995 | Campionatul Mondial                | Göteborg, Suedia               | 10  | 5000 m     | 15:12,58 |
| 1995 | Campionatul Mondial de Semimaraton | Belfort, Franța                | 4   | individual | 1:10:39  |
| 1995 | Campionatul Mondial de Semimaraton | Belfort, Franța                | 1   | echipe     | 1:10:39  |
| 1995 | Campionatul European de Cros       | Alnwick, Marea Britanie        | 4   | 4,5 km     | 14:10    |
| 1995 | Campionatul European de Cros       | Alnwick, Marea Britanie        | 2   | echipe     | 14:10    |
| 1996 | Campionatul Mondial de Cros        | Stellenbosch, Africa de Sud    | 17  | 6,3 km     | 21:08    |
| 1996 | Campionatul Mondial de Cros        | Stellenbosch, Africa de Sud    | 3   | echipe     | 21:08    |
| 1996 | Campionatul Mondial de Ekiden      | Copenhaga, Danemarca           | 2   | ekiden     | 2:18:41  |
| 1996 | Jocurile Olimpice                  | Atlanta, Statele Unite         | 7   | 5000 m     | 15:16,71 |
| 1996 | Campionatul European de Cros       | Charleroi, Belgia              | 4   | 4,6 km     | 14:10    |
| 1996 | Campionatul European de Cros       | Charleroi, Belgia              | 6   | echipe     | 14:10    |
| 1997 | Campionatul Mondial de Cros        | Torino, Italia                 | 12  | 6,6 km     | 21:35    |
| 1997 | Campionatul Mondial de Cros        | Torino, Italia                 | 11  | echipe     | 21:35    |
| 1997 | Campionatul European de Cros       | Oeiras, Portugalia             | 2   | 5,4 km     | 17:33    |
| 1997 | Campionatul European de Cros       | Oeiras, Portugalia             | 2   | echipe     | 17:33    |
| 2000 | Campionatul Mondial de Cros        | Vilamoura, Portugalia          | 46  | 4,18 km    | 13:47    |
| 2000 | Campionatul Mondial de Cros        | Vilamoura, Portugalia          | 6   | echipe     | 13:47    |
| 2000 | Campionatul Mondial de Cros        | Vilamoura, Portugalia          | 68  | 8,08 km    | 29:09    |
| 2000 | Campionatul Mondial de Cros        | Vilamoura, Portugalia          | 11  | echipe     | 29:09    |
| 2000 | Campionatul European de Cros       | Malmö, Suedia                  | 19  | 4,95 km    | 17:05    |
| 2000 | Campionatul European de Cros       | Malmö, Suedia                  | 5   | echipe     | 17:05    |
| 2001 | Campionatul Mondial de Cros        | Ostende, Belgia                | 13  | 4,1 km     | 15:25    |
| 2001 | Campionatul Mondial de Cros        | Ostende, Belgia                | 3   | echipe     | 15:25    |
| 2001 | Campionatul European de Cros       | Thun, Suedia                   | 63  | 4,65 km    | 17:04    |
| 2001 | Campionatul European de Cros       | Thun, Suedia                   | 6   | echipe     | 17:04    |
| 2002 | Campionatul Mondial de Cros        | Dublin, Irlanda                | 41  | 4,208 km   | 14:33    |
| 2002 | Campionatul Mondial de Cros        | Dublin, Irlanda                | 9   | echipe     | 14:33    |

## Recorduri personale
| Probă       | Performanță | Dată               | Locație  |
| ----------- | ----------- | ------------------ | -------- |
| 1500 m      | 4:03,92     | 28 iunie 1986      | Pitești  |
| 3000 m      | 8:41,98     | 31 mai 1997        | Hengelo  |
| 5000 m      | 15:12,58    | 12 august 1995     | Göteborg |
| Semimaraton | 1:10:13     | 24 septembrie 1994 | Oslo     |